# Onigocia
Onigocia là một chi cá chai trong họ Platycephalidae thuộc bộ cá mù lằn Scorpaeniformes, chúng là chi cá bản địa của Ấn Độ Dương và Tây Thái Bình Dương.

## Các loài
Hiện hành có 07 loài trong chi này:
- Onigocia bimaculata L. W. Knapp, Imamura & Sakashita, 2000 (Two-spotted flathead)
- Onigocia lacrimalis Imamura & L. W. Knapp, 2009 (Smooth-snout flathead)
- Onigocia macrolepis (Bleeker, 1854) (Notched flathead)
- Onigocia oligolepis (Regan, 1908) (Large-scale flathead)
- Onigocia pedimacula (Regan, 1908) (Broadband flathead)
- Onigocia sibogae Imamura, 2011
- Onigocia spinosa (Temminck & Schlegel, 1843) (Midget flathead)